# ハサン・フェリット・アルナル
ハサン・フェリット・アルナル（Hasan Ferit Alnar, *1906年3月11日 イスタンブール – 1978年 アンカラ）はトルコの作曲家・指揮者。トルコ共和国草創期に西洋音楽を導入して国民楽派を唱導したトルコ人職業作曲家の第1世代に属しており、ジェマル・レシット・レイやウルヴィ・ジェマル・エルキン、アフメト・アドナン・サイグン、ネジル・カズム・アクセスらと共に、「トルコ5人組」の一人に数えられている。

## 略歴
12歳で神童カヌーン奏者として名を馳せた後、イスタンブール音楽院に入学して16歳で西洋音楽に転向し、対位法やフーガ、和声法を修めた。1927年から1932年までウィーン音楽院に留学して、作曲法をヨーゼフ・マルクスに、指揮法をオズヴァルト・カバスタに師事した。その後は先ずイスタンブールで劇場指揮者や音楽院の教員として専門活動に入り、1937年から1946年まで作曲法の教師に、その後は1953年までイスタンブール・フィルハーモニー管弦楽団の首席指揮者を務めた。1954年から1960年までアンカラ国立歌劇場の音楽総監督に就任し、その後は客演指揮者を務めた。
多数の管弦楽曲に加えてチェロ協奏曲やカヌーン協奏曲のほか、劇付随音楽や、いくつかの室内楽曲やピアノ曲、歌曲を手懸けている。トルコの民族音楽や民謡に基づいた郷土色豊かな作風を採り、民俗楽器を用いた伝統的な作品も遺した。

## 主要作品一覧

### 管弦楽曲・協奏曲
- ロマンティックな序曲 （1932年）
- 前奏曲と2つの舞曲 （1935年）
- 組曲《トルコ風》 （1936年）
- 管弦楽組曲《イスタンブール》 （1937年–1938年）
- チェロ協奏曲 （1943年）
- カヌーンと弦楽オーケストラのための協奏曲 （1944年-1951年）

### 劇音楽
- ゲーテの『ファウスト』のための付随音楽 （1944年）

### オペレッタ
- 独唱のためのオペレッタ《ザビットの蝶々》 （1922年）

### 声楽曲
- ソプラノと管弦楽のための《3つの民謡》 （1948年）

### 室内楽曲・ピアノ曲
- ピアノ三重奏のための《幻想曲》 （1929年）
- ヴァイオリンとピアノのための《組曲》 （1930年）
- 弦楽四重奏曲 （1930年）
- Yalova Türküsü, （1932年）
- Sari Zeybek", （1932年）
- 無言歌

### 伝統楽器のための作品
- "10 Saz semaisi", （1926年）
- "Bayati Araban Pesrev", （1927年）
- "Bayati Araban Saz Semaisi", （1927年）
- "Segah Pesrev", （1927年）

### 映画音楽・テレビ音楽
- イスタンブールの水流 （1931年）
- "Namik Kemal" （1949年）
- 絨毯売りの娘 （1953年）